# Христо Дабовски
Христо Николов Дабо̀вски е български геолог, член-кореспондент на Българската академия на науките от 2004 г. и доктор на геолого-минералогическите науки от 1985 г.

## Биография
Роден е на 10 декември 1935 година в София. През 1958 година завършва геология и проучване на полезните изкопаеми в Минно-геоложкия институт, а от 1963 до 1967 г. е научен сътрудник в Геологическия институт „Страшимир Димитров“ при БАН. През 1968 година получава кандидатска степен с дисертация на тема „Структурен анализ на плутоните от Маришката неоинтрузивна зона“. През 1985 година става доктор на науките с дисертация на тема „Пукнатинни интрузии в Средногорието“. Между 1969 и 1972 г. работи като геолог в Гана, а през 1975-1976 г. в Нигерия. От 1990 г. е старши научен сътрудник I степен. През 1991-1996 г. е заместник-председател на Комитета по геология и минерални ресурси.
Христо Дабовски работи в областта на геотектониката, петрологията, регионалната геология и геологията на полезните изкопаеми.

## Трудове
- „Пукнатинни интрузии в Средногорието. Структурен анализ, математични и лабораторни модели“ (1988);
- „Съвременни концепции за еволюцията на алпийския ороген в Източното Средиземноморие и Карпато-Балканската област. Обзор и някои проблеми на българската геотектоника“ (1991);
- „Геодинамичен модел на алпийския магматизъм в България“ (1991) – в колектив, на английски език;
- „Строеж и алпийска еволюция на България“ (2002) – в колектив, на английски език.[1]